# Celama flexuosa
Celama flexuosa är en fjärilsart som beskrevs av Gustave Arthur Poujade 1857. Celama flexuosa ingår i släktet Celama och familjen trågspinnare. Inga underarter finns listade i Catalogue of Life.